# 2. Violinromanze (Beethoven)
Die Violinromanze Nr. 2 F-Dur, op. 50 ist eine von zwei Romanzen für Violine und Orchester von Ludwig van Beethoven. Beethovens weiterer Beitrag zu dieser Gattung ist die Violinromanze op. 40 G-Dur.
Komponisten wie Carl Nielsen, Max Bruch und Antonín Dvořák ließen sich durch Beethovens Violinromanzen, die gleichzeitig eine neue musikalische Gattung begründeten, zu eigenen Beiträgen inspirieren.

## Entstehung
Über den Anlass zur Komposition ist nichts bekannt. Entgegen der Nummerierung entstand die Violinromanze in F-Dur früher als ihr Schwesterwerk; sie wurde vermutlich 1798 komponiert und möglicherweise im November desselben Jahres erstmals aufgeführt, aber erst 1805, zwei Jahre nach der G-Dur-Romanze, veröffentlicht.

## Zur Musik
Das Stück wird von einem lyrischen Thema der Violine eingeleitet, die dabei – im Unterschied zur G-Dur-Romanze – vom Orchester begleitet wird. Das Thema wird vom Orchester und erneut von der Violine wiederholt und im weiteren Verlauf der Musik von beiden variiert.
Einerseits teilt die F-Dur-Romanze mit der G-Dur-Romanze den Alla-breve-Takt, den lyrischen Charakter im Hauptthema sowie dessen Kontrastierung durch ein weiteres Thema in Moll (das im Fall der F-Dur-Romanze in A-B-A-C-A-Form gegliedert ist), andererseits ist die F-Dur-Romanze ruhiger und orientiert sich stärker am französischen Violinspiel als ihr Schwesterwerk.

## Belege
- Christoph Hahn, Siegmar Hohl (Hrsg.): Bertelsmann Konzertführer. Bertelsmann Lexikon Verlag, Gütersloh/München 1993, ISBN 3-570-10519-9.
- Harenberg Konzertführer. Harenberg Kommunikation, Dortmund 1998, ISBN 3-611-00535-5.
- Sven Hiemke (Hrsg.): Beethoven-Handbuch. Bärenreiter-Verlag Karl Vötterle GmbH & Co. KG, Kassel 2009, ISBN 978-3-476-02153-3, S. 155.